# Cyrtodactylus salomonensis
Cyrtodactylus salomonensis es una especie de gecos de la familia Gekkonidae.

## Distribución geográfica
Es endémica de la isla de Santa Isabel, las islas Nueva Georgia y la isla Malaita (Islas Salomón).

## Estado de conservación
Se encuentra amenazada por la pérdida de su hábitat natural y por su captura como animal de compañía.